# Chōsen Shi
Le Chōsen Shi (朝鮮史) est une compilation d'écrits historiques coréens. Le travail est effectué par des historiens du comité d'écriture de l'Histoire coréenne lors de l'occupation de la Corée par le Japon. Il couvre une période allant de l'antiquité jusqu'au XIXe siècle.
Ce comité, parrainé par le Japon, réécrit l'histoire en faveur du Japon. La présence coréenne en Mandchourie, avec le royaume de Koguryo, est gommée ; les royaumes de Baekje et Gaya sont décrits comme des colonies japonaises avant la lettre.